# Телицы (Смоленская область)
Телицы — деревня в Новодугинском районе Смоленской области России. Входит в состав Тесовского сельского поселения. По состоянию на 2007 год постоянного населения не имеет. 
Расположена в северо-восточной части области в 22 км к юго-востоку от Новодугина, в 26 км восточнее автодороги Р134 «Старая Смоленская дорога» Смоленск — Дорогобуж — Вязьма — Зубцов. В 20 км западнее деревни расположена железнодорожная станция О.п. 219-й км на линии Вязьма — Ржев. 

## История
В годы Великой Отечественной войны деревня была оккупирована гитлеровскими войсками в октябре 1941 года, освобождена в марте 1943 года.